# Mélanisation (pédologie)
La mélanisation est le noircissement d'un sol par enrichissement en matière organique (grâce à l'apport de fumier ou la formation d'humus).